# Blakea princeps
Blakea princeps är en tvåhjärtbladig växtart som först beskrevs av Jean Jules Linden och Maxwell Tylden Masters, och fick sitt nu gällande namn av Célestin Alfred Cogniaux. Blakea princeps ingår i släktet Blakea och familjen Melastomataceae. Inga underarter finns listade i Catalogue of Life.